# Diaea implicata
Diaea implicata es una especie de araña cangrejo del género Diaea, familia Thomisidae. Fue descrita científicamente por Jézéquel en 1966.

## Distribución
Esta especie se encuentra en Costa de Marfil.